# Ngày Độc lập (Síp)
Ngày Độc lập là một ngày lễ lớn tại Cộng hòa Síp ra ngày 1 tháng 10 hàng năm. Trong ngày nay, hoạt động kỷ niệm thường được tổ chức bằng các lễ hội tại trường học và diễu binh trên đường phố Nicosia, thủ đô của đảo quốc. Ngày Độc lập đánh dấu sự kiện Síp giành được quyền tự chủ sau 4 năm chiến tranh chống lại quân đội Anh chiếm đóng.